# Ponte Astoria-Megler
Il ponte Astoria-Megler è un ponte a travi a sbalzo situato ad Astoria, negli Stati Uniti d'America.

## Descrizione

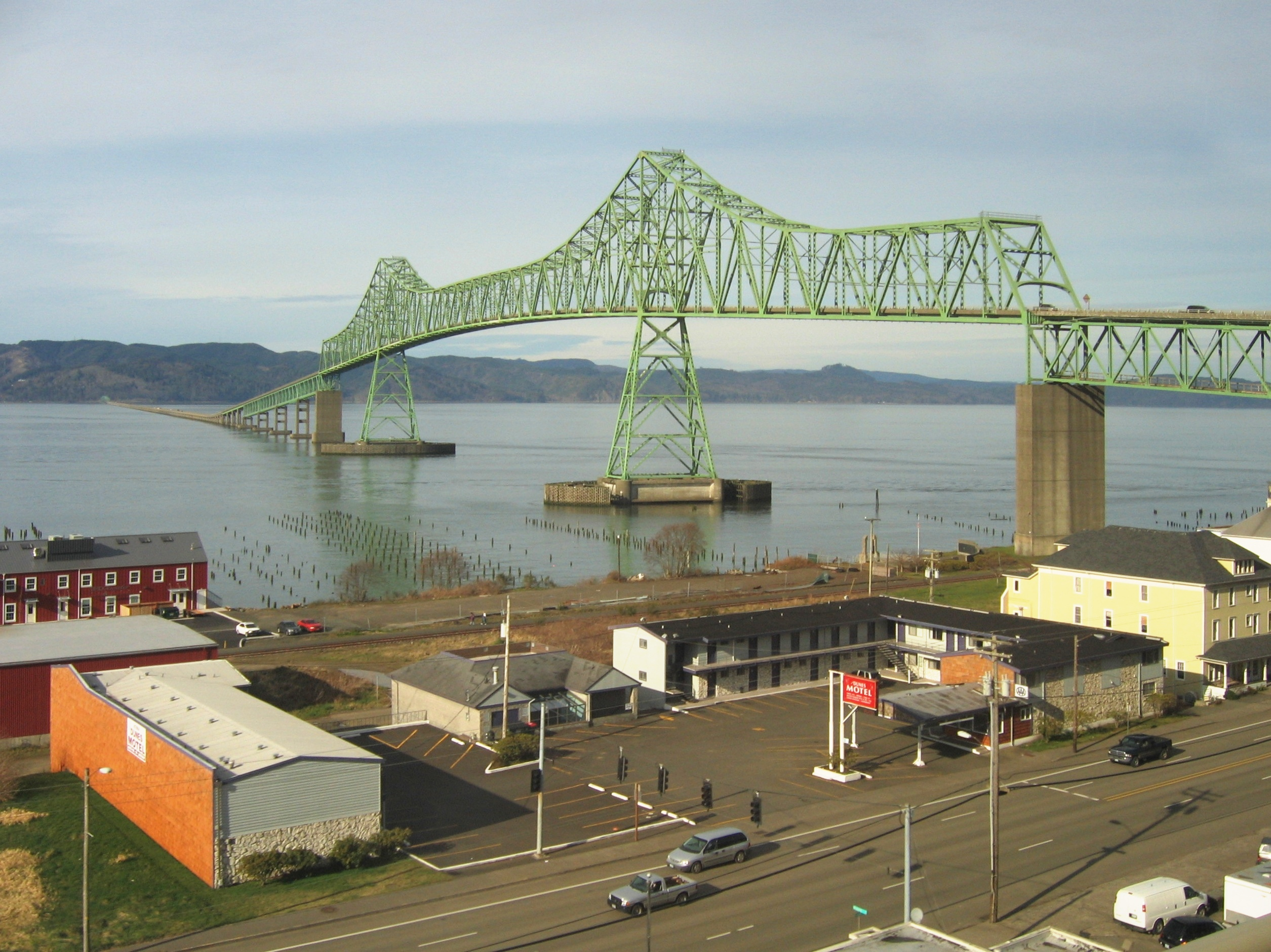
Vista panoramica del ponte

Il ponte attraversa il fiume Columbia, tra Astoria nell'Oregon e Point Ellice vicino a Megler, Washington. Inaugurato nel 1966, è il ponte di travi più lungo del Nord America.
Situato a 23 km dalla foce del fiume nell'Oceano Pacifico, il ponte è lungo 6,55 km.